# Encyclopedia of Mathematics

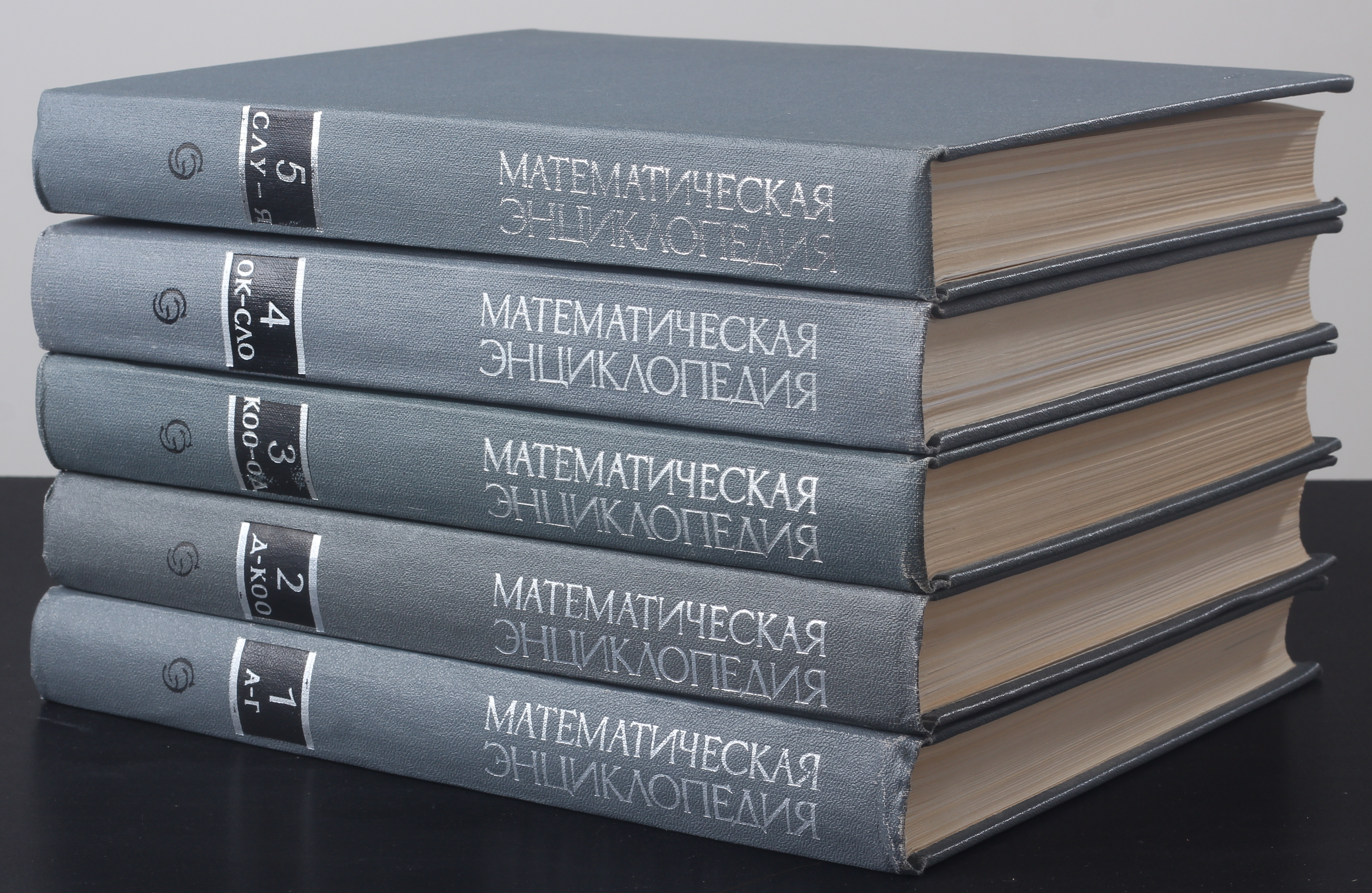
Soviet Matematicheskaya entsiklopediya

A Encyclopedia of Mathematics (outrora Encyclopaedia of Mathematics), também conhecida por EOM, é uma base de dados de referências matemáticas profissionais, disponível em forma de livro, em CD e grátis online. Em seu site menciona que compreende mais de oito mil itens e ilustra cerca de 50 mil conceitos matemáticos. É regularmente atualizada para poder permanecer como uma fonte rápida e precisa de referência, definições matemáticas, conceitos, explicações, estudos, exemplos, terminologia e métodos, que sejam de utilidade para todos os matemáticos e outros estudiosos que utilizem a matemática em seus trabalhos.
A enciclopédia foi traduzida da Soviet Matematicheskaya entsiklopediya (1977), originalmente editada por Ivan Vinogradov. Atualmente é editada por Michiel Hazewinkel, e publicada por Kluwer Academic Publishers até 2003, quando a Kluwer tornou-se parte da Springer Science+Business Media.